# Whiteman Air Force Base

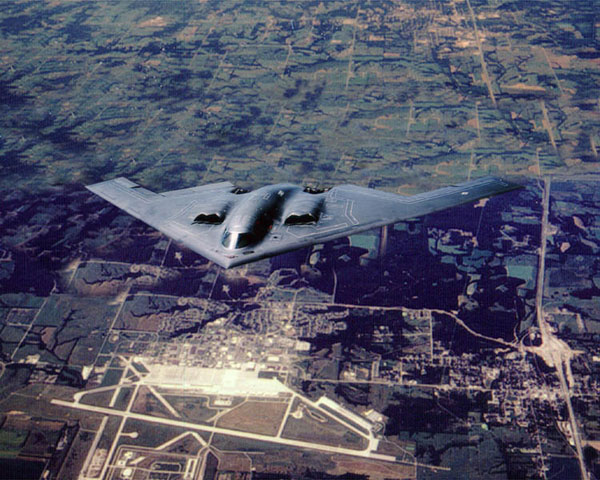
Een B-2 Spirit stealth bommenwerper boven Whiteman Air Force Base

Whiteman AFB is een vliegbasis en plaats (census-designated place) in de Amerikaanse staat Missouri, en valt bestuurlijk gezien onder Johnson County.

## Demografie
Bij de volkstelling in 2000 werd het aantal inwoners vastgesteld op 3814.

## Vliegtuigen
Whiteman AFB is de thuisbasis van het 509th Bomb Wing (509 BW), een United States Air Force eenheid die wordt aangestuurd door het Air Force Global Strike Command, ook gekend als de Eighth Air Force. Het is de thuisbasis van de B-2 Spirit stealth bommenwerpers.
In juni 2025, tijdens de oorlog tussen Israël en Iran, werden zeven stealth-bommenwerpers van de luchtmachtbasis gestuurd om Iraanse nucleaire sites aan te vallen. De bommenwerpers voltooiden hun missie en keerden met succes terug naar de vliegbasis, nadat ze naar Iran en terug waren gereisd. De operatie werd door de Amerikanen "Operation Midnight Hammer" genoemd.

## Geografie
Volgens het United States Census Bureau beslaat de plaats een oppervlakte van
13,4 km², geheel bestaande uit land.

## Plaatsen in de nabije omgeving
De onderstaande figuur toont nabijgelegen plaatsen in een straal van 24 km rond Whiteman AFB.